# 高松港
高松港（たかまつこう）は、香川県高松市にある港湾で、本州や離島との海上交通の要衝の位置を活かした商港・観光港であるとともに、臨海部の工業地帯開発と相まって、工業港の性格をもつ港湾である。港湾管理者は香川県。港湾法上の重要港湾、港則法上の特定港に指定されている。また、香川県によって防災機能強化港に指定されている。

## 概要
備讃瀬戸東部の中央部に位置しており、本州や小豆島、直島諸島などの離島と四国を結ぶ海上交通の要衝で、入港船舶隻数、フェリー旅客数およびフェリー貨物トン数が全国第2位（2004年度）という日本屈指の旅客港である。特に宇高航路の旅客及びトラック輸送が利用客の大部分を占める。
高松港の物流拠点は、高松港朝日地区にあり、中国・韓国との定期航路をもつ外貿コンテナターミナルと神戸港とを結ぶフェリーターミナルがあり、両ターミナルをあわせて年間約10万TEUの取扱量となり、これは四国で1・2位を争う取扱量になっている。
港湾区域は高松市屋島西町の長崎の鼻から女木島の帆槌の鼻、生島町紅峰東北端までに至る地域（高松漁港及び浦生漁港を除く）で、東から屋島、朝日、玉藻、西浜、弦打、香西、神在、生島の各地区から構成されている。
フェリー乗り場は高松駅から徒歩5分ほどでアクセスできる。
レストハウス近くにある高松港・玉藻地区5万トン級岸壁には長さ310m（うち85mはドルフィン形式）までの船舶が停泊でき、大型客船や海自、海保などの船舶が寄港する。

## 歴史
- 高松港がある場所はかつて野原郷と呼ばれていた。11世紀ごろまでにこの地に港町が開かれ、交易によって繁栄していた。
- 1588年（天正16年）、豊臣政権下で讃岐一国の領主に封じられた生駒親正が、野原郷を高松と改称して高松城（玉藻城）の築城と城下町の整備をするとともに、内町港を築造する。1642年（寛政19年）、生駒騒動後に水戸徳川家から讃岐高松に入封した松平頼重は、矢野部伝六を起用し西浜港（現瀬戸内町、高松漁港）、堀川港（現浜ノ町）、東浜港（現城東町）等の港を改修。御用船、商船、漁船、金毘羅船などが入港して賑わった。
- 1897年（明治30年）から1908年（明治41年）にかけて高松市の近代港湾整備計画により、第一次から第四次に渡る築港建設工事が行われ、近代港湾として整備された。（この時の事業で高松城周辺の玉藻浦、堀川などが埋め立てられている。）また、山陽鉄道において鉄道の丸亀より高松港までの延伸と高松駅の整備などが行われた（現在の予讃線）。その後1910年（明治43年）、岡山県で国鉄岡山駅-宇野駅が開通したのに伴い、宇野 - 高松間に連絡船が就航した。
- 1923年（大正11年）、高松市から香川県に移管され、1927年（昭和2年）に県営桟橋事務所が完成。1928年（昭和3年）、内務省直轄施工による拡張修築工事が完成し、市主催の築港完成記念全国産業博覧会が開催された。
- 1951年（昭和26年）港湾法にもとづく重要港湾の指定を受ける。工業用地、貨物置場の埋立、中央埠頭の整備などが続けられる。
- 1963年（昭和38年）には港湾区域が変更され、弦打、神在、香西、生島の各港が高松港に含まれる。
- 1966年（昭和41年）関税法にもとづく開港に指定される。
- 1997年（平成9年）朝日地区コンテナターミナルで韓国釜山港との国際定期航路を開設するとともに供用を開始
- 1998年（平成10年）より再開発事業が開始される。詳細はサンポート高松を参照。
- 2001年（平成13年）サンポート高松を開港
- 2002年（平成14年）朝日地区のコンテナターミナルにおいて中国上海港との国際定期航路を開設
- 2004年（平成16年）朝日地区のコンテナターミナルにおいて中国青島港との国際定期航路を開設
- 2010年（平成22年）第1回瀬戸内国際芸術祭が開催され、アート会場となる各離島への発着拠点となる。
- 2012年（平成24年）朝日地区の国際物流ターミナルで耐震強化岸壁（水深12m）が暫定供用開始
- 2013年（平成25年）第2回瀬戸内国際芸術祭が開催され、アート会場となる各離島への発着拠点となる。
- 2016年（平成28年）第3回瀬戸内国際芸術祭が開催され、アート会場となる各離島への発着拠点となる。

## サンポート高松
サンポート高松は、高松港とその周辺約42ヘクタールの再開発プロジェクトの愛称である。開発の基本コンセプトは、「瀬戸の都・高松 - 21世紀の城（新玉藻城）づくり」である。サンポート高松の公共施設は、港湾整備事業、埋築事業や土地区画整理事業などによって整備された。このうち、運輸省高松港湾空港工事事務所（現・国土交通省高松港湾空港整備事務所）が、サンポート高松の外郭ラインを形成する防波堤、護岸、岸壁などを国の直轄港湾整備事業で整備した。なお、防波堤に設置された灯台は、旧防波堤に設置されていた赤灯台の代替補償施設として、運輸省高松港湾空港工事事務所（現・国土交通省高松港湾空港整備事務所）が整備したものであり、1998年11月1日に運用を開始した。外装材にガラスブロックを使用し、内部から灯台を照明するという世界初の灯台である。
地区東部は高松駅と一体で、1988年に瀬戸大橋が開通するまでは国鉄・JR四国の宇高連絡船が就航し、四国の玄関口として賑わった。現在もウォーターフロント再開発により誕生したサンポート高松を中心に旅客と観光客とで賑わう。

### 小豆島航路
- フェリー
  - 四国フェリーグループ:高松港 ～ 土庄港 ※国道436号海上区間　(しょうどしま丸)
  - 内海フェリー:高松港 ～ 草壁港　（ブルーライン）
  - 国際両備フェリー:高松港 ～ 池田港 (こくさい丸)
- 高速船
  - 四国フェリーグループ:高松港 ～ 土庄港　（スーパーマリン)  (オリーブマリン）
  - 内海フェリー:高松港 ～ 草壁港　（サンオリーブシー）

### 直島諸島航路
- フェリー
  - 雌雄島海運:高松港 ～ 女木港 ～ 男木港 (めおん)
  - 四国汽船:高松港 ～ 宮浦港（直島） (なおしま)(あさひ)
- 高速船
  - 豊島フェリー:高松港 ～ 豊島家浦港 (まりんなつ)
  - 四国汽船:高松港 ～ 宮浦港（直島）(REDBARD)

### 宇高航路
現在、すべてのフェリー会社が運航を休止している。乗り場はサンポート高松から東側に離れて会社別に設置されていた。
※宇高航路も参照。

## 高松東港
高松港の東側に位置し、物流拠点である朝日地区にある。神戸港との間で一日4往復のフェリー航路が運航されている。1969年にフェリーターミナルが整備されているが、近年のトラックドライバー不足の深刻化により取扱量が増加している。2020年度から、国の直轄事業として1万トン級の大型フェリーにも対応する新たなフェリーターミナルを整備することが決定しており、現在、高松港湾空港整備事務所により事業が進められている。新ターミナルは地震の揺れに強い耐震強化岸壁を含むターミナルとなり、発生が懸念されている南海トラフ地震発生時には緊急物資輸送の拠点となる重要なターミナルである。

### 関西航路
通常の貨物トラックのフェリー輸送のみならず、フェリー無人航走（無人シャーシをフェリーで輸送し、発着港から荷主のところまではトラクターヘッドによる輸送を行う一貫輸送形態のこと）も行っており、近年のトラックドライバー不足によって、フェリー無人航走が増加している。利用企業は四国地域のみならず、全国に広く分布しており、神戸港と高松港は広域物流の拠点となっている。
フェリー無人航走の中には、神戸港にあるコンテナターミナルを経由して、欧米に製品を輸出するものが含まれている。
フェリーは、上甲板・下甲板に車両を搭載することができ、上下甲板から同時に車両の乗降船作業を実施することで、フェリーの港での着岸時間短縮化が図られている。
- フェリー
  - ジャンボフェリー（りつりん2、あおい）:高松東港  - 坂手港（小豆島） - 神戸港・新港第三突堤

## イベント
- 瀬戸内国際芸術祭